# Box Elder County

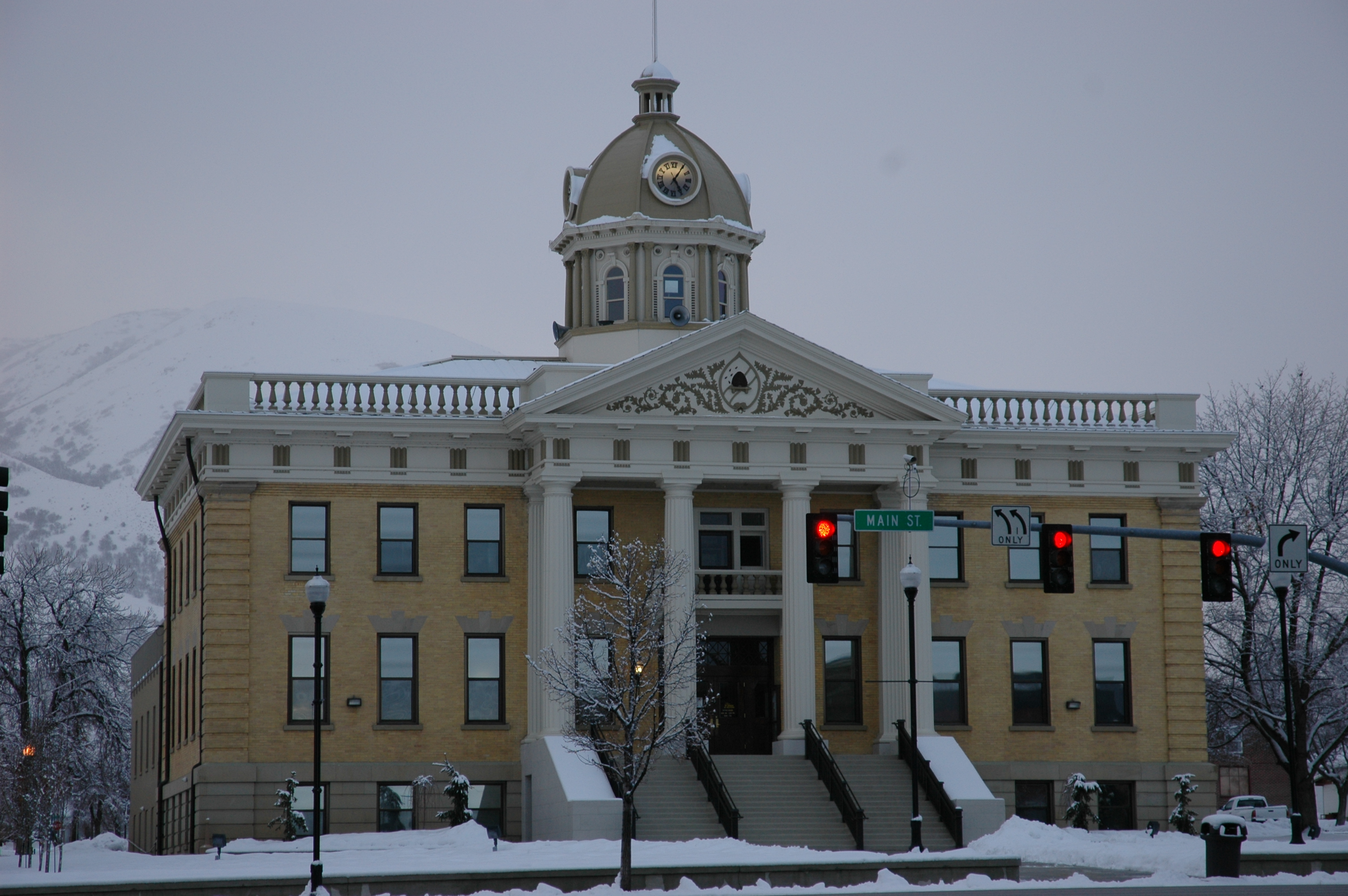
Box Elder County Courthouse

Box Elder County is een van de 29 county's in de Amerikaanse staat Utah.
De county heeft een landoppervlakte van 14.823 km² en telt 42.745 inwoners (volkstelling 2000).
De county is genoemd naar de gelijknamige boom (Acer Negundo) en heeft een divers landschap, met uitgestrekte woestijngebieden en beboste bergen. Het zuidoosten wordt voor een groot deel in beslag genomen door het Great Salt Lake.
De meeste inwoners wonen in het zuidoosten van de county. Brigham City is met 17.149 inwoners de grootste plaats.

## Geografische gegevens
Volgens gegevens uit 2000 had de county een totale oppervlakte van 17428 km². De county beslaat een groot gebied van zijn eigen staat.

## Bevolking
Box Elder County telde in 2006 47.197 inwoners, waarvan 49.5% vrouw en 50,5% man.

## Financieel
Een gemiddeld huis had in 2000 een waarde van $118,900 in Box Elder County, 80,2% van de inwoners bezit een huis.
Het gemiddelde inkomen per huishouden was in 2004 $48.223.